# Вила Сан Секондо
Вила Сан Секондо (итал. Villa San Secondo) је насеље у Италији у округу Асти, региону Пијемонт.
Према процени из 2011. у насељу је живело 234 становника. Насеље се налази на надморској висини од 269 м.

## Становништво
| 1931. | 1936. | 1951. | 1961. | 1971. | 1981. | 1991. | 2001. | 2011. |
| ----- | ----- | ----- | ----- | ----- | ----- | ----- | ----- | ----- |
| 913   | 883   | 699   | 566   | 505   | 462   | 408   | 384   | 410   |